# Siemens-Schuckert D.III
Il Siemens-Schuckert D.III fu un caccia biplano monoposto sviluppato dall'azienda tedesco imperiale Siemens-Schuckertwerke negli anni dieci del XX secolo.
Evoluzione sul precedente Siemens-Schuckert D.IIc rimasto allo stadio di prototipo, venne introdotto a fine 1917 come equipaggiamento dei reparti da caccia della Luftstreitkräfte, la componente aerea del Deutsches Heer (l'esercito imperiale tedesco), durante la prima guerra mondiale.

## Storia del progetto
Nel 1917 la Siemens-Schuckertwerke, invitata dall'Idflieg a progettare ed a sviluppare motori che potessero essere utilizzati dalla forza aerea tedesco imperiale, sviluppò una versione ingrandita nelle misure del modello rotativo Siemens-Halske Sh.I adattandolo al precedente D.IIc rimasto allo stadio di prototipo. Il nuovo modello, identificato dall'Idflieg come D.III (terzo modello dei D-Typ, caccia biplano monoposto, sviluppati dall'azienda) riprendeva l'impostazione classica dei pari ruolo del periodo, monomotore con velatura biplana e carrello d'atterraggio fisso, ed era equipaggiato, come il precedente D.II con il motore Siemens-Halske Sh.III, un nuovo motore rotativo 11 cilindri raffreddato ad aria in grado di erogare una potenza pari a 160 PS (118 kW).
Presentato alla commissione esaminatrice questa lo valuto positivamente e l'Idflieg stipulò, nel dicembre 1917, un iniziale contratto di fornitura per venti esemplari seguito, nel febbraio 1918 da un secondo per altre trenta unità.

### Impiego operativo
Furono approssimativamente 41 gli esemplari di D.III destinati ai reparti di prima linea e consegnati tra l'aprile ed il maggio 1918. Molti esemplari vennero assegnati allo Jagdgeschwader II, dove i piloti se ne dichiararono entusiasti per l'eccellente manovrabilità e velocità di salita. Rimasero tuttavia alcuni problemi relativi all'affidabilità dei motori che solamente dopo sette delle dieci ore previste di funzionamento ininterrotto mostravano preoccupanti segni di surriscaldamento con pericolo di grippaggio dei pistoni nelle canne dei cilindri. L'origine del problema fu poi individuata nell'adozione del Voltol, un olio lubrificante  a base minerale che era andato a sostituire l'olio di ricino usato fino a quel momento, più adatto ma divenuto di scarsa reperibilità nel frangente bellico. Tuttavia, la cappottatura integrale che racchiudeva il motore non era in grado di fornire un adeguato flusso d'aria per raffreddare l'unità.
Verso la fine del maggio 1918 lo Jagdgeschwader II rimpiazzò i propri D.III con il più anziano triplano Fokker Dr.I. I D.III rimasti vennero riconsegnati agli stabilimenti Siemens-Schuckert per un aggiornamento che prevedeva la sostituzione del motore con i nuovi Sh.IIIa, l'adozione di una deriva dalle maggiori dimensioni e la modifica della cappottatura con un'apertura di dimensioni maggiorate per consentire un maggior flusso d'aria e, di conseguenza, un raffreddamento dell'unità motrice più efficace, modifiche adottate da un ulteriore lotto di trenta nuovi D.III. Al termine della produzione il totale di esemplari costruiti si attesto sulle 80 unità.
Nel luglio 1918 i D.III ritornarono in servizio attivo nel ruolo di caccia intercettore negli squadroni destinati alla difesa del territorio nazionale venendo da quel momento rimpiazzati nella produzione in serie dal successivo Siemens-Schuckert D.IV.

## Utilizzatori
Germania
- Luftstreitkräfte

 Svizzera
- Esercito svizzero